# Чабин
Ча́бин — село в Україні, в Мукачівському районі Закарпатської області. Входить до складу Чинадіївської селищної громади.
Історичні згадки у  1600-році як Csebynje, інші знадки: 1610- Chibiniefalva, 1630- Csabina, 1645-Czabina Falva, 1773- Čabina, 1808- Csabina, Cţabjn, 1851 та 1877-та1913-Csabina,, 1925-Čabina, 1930-Čabin, 1944-Csabina, Чабина, 1983-Чабин.

## Храми
Дзвіниця. 1952.
Церква Св. Трійці. 1995.
Про священика згадано в 1649 p., але згадки про церкву не знайдено.
З початку XX ст. в селі була дерев’яна дзвіниця під двосхилим дахом, а дзвін, відлитий братами Бухнерами в Кошицях у 1926 p., купив Іван Піхлер. У 1952 р. Юрій Дзямко та Іван Желізник збудували на старому місці нову дзвіницю.
На початку 1990-х років невелике село збудувало аж дві муровані церкви – греко-католицьку і православну. Спорудження греко-католицької, завершене в 1992 р., організували Іван Капац, Василь Желізник, Михайло Кохан та кілька інших людей. Проект церкви виконав мукачівський архітектор Віктор Кабацій, але головну роль відіграв будівничий з Тур’ї Пасіки Михайло Мовнар. Три брати Романи з Великого Раківця дуже якісно виконали бляхарську роботу. Столярку робили брати Іван і Юрій Дзямки, а металеві вікна – Іван Капац.
У 1995 р. поставили іконостас, вирізьблений Василем Ясіньком з Драчина. Ікони намалювали Павло Бауман та Іван Поп. Ю. Дзямко збудував біля церкви одноярусну дерев’яну каркасну дзвіницю. Завершену церкву посвятив помічний єпископ Й. Головач.

## Присілки
Заріччя
Заріччя - колишнє село в Україні, в Закарпатській області. 
Обєднане з селом Чабин
Згадки:  1600: Zaricsa

## Туристичні місця
- Дзвіниця. 1952.
- Церква Св. Трійці. 1995.

## Населення
За переписом населення 2001 року в селі мешкало 168 осіб.

### Мова
Розподіл населення за рідною мовою за даними перепису 2001 року:
| Мова       | Відсоток |
| ---------- | -------- |
| українська | 95,24 %  |
| російська  | 3,57 %   |
| німецька   | 1,19 %   |